# Matang Janeng
Matang Janeng is een bestuurslaag in het regentschap Aceh Utara van de provincie Atjeh, Indonesië. Matang Janeng telt 595 inwoners (volkstelling 2010).